# 大蹄蝠
大蹄蝠（学名：Hipposideros armiger）为菊头蝠科蹄蝠属的动物，也称大马蹄蝠。

## 特征
大蹄蝠前臂长约95毫米，脸部有复杂的鼻叶，前叶呈马蹄形，两侧各有4小片副叶；耳大，三角形；背面的毛为灰白色或棕褐色；毛尖、腹面为深棕色；翼膜为黑褐色或灰黄色。

## 分布
大蹄蝠主要分布于台湾岛、香港以及中国大陆的江西、广西、陕西、贵州、安徽、云南、海南、四川、江苏、广东、福建、浙江、湖南等地，常见于岩洞。该物种的模式产地在尼泊尔。

## 亚种
- 大蹄蝠指名亚种（学名：Hipposideros armiger armiger），Hodgson于1835年命名。在中国大陆，分布于广西、海南、贵州、云南、四川等地。该物种的模式产地在尼泊尔。[3]
- 大蹄蝠福建亚种（学名：Hipposideros armiger swinhoei），Peters于1871年命名。在中国大陆，分布于江西、广东、安徽、江苏、福建、浙江、湖南等地。该物种的模式产地在福建。[4]
- 大蹄蝠台湾亚种，也稱臺灣葉鼻蝠（学名：Hipposideros armiger terasensis），[5]Kishida于1924年命名。分布于台湾岛等地。该物种的模式产地在台湾。[6]
- 大蹄蝠越南亚种（学名：Hipposideros armiger traninhensis）

## 保护
本种于2023年被收录入《有重要生态、科学、社会价值的陆生野生动物名录》。